# Abu Kanu
Abu Kanu (ur. 31 marca 1972 w Magburace) – sierraleoński piłkarz występujący na pozycji pomocnika.

## Kariera klubowa
Kanu karierę rozpoczynał w zespole East End Lions, z którym dwukrotnie zdobył mistrzostwo Sierra Leone (1993, 1994). W 1995 roku został zawodnikiem drużyny Spånga IS, grającej w trzeciej lidze szwedzkiej i w tym samym roku spadł z nią do czwartej ligi. W 1997 roku Kanu występował w malezyjskim Penang FA, a potem przeszedł do chorwackiego Slavena Belupo. Przez dwa lata rozegrał w jego barwach 32 spotkania i zdobył 2 bramki w pierwszej lidze chorwackiej. W 1999 roku odszedł ze Slavena i nie grał już później w żadnym klubie.

## Kariera reprezentacyjna
W 1994 roku Kanu został powołany do reprezentacji Sierra Leone na Puchar Narodów Afryki, zakończony przez Sierra Leone na fazie grupowej. Zagrał na nim w meczu z Zambią (0:0).
W 1996 roku Kanu ponownie znalazł się w składzie na Puchar Narodów Afryki. Wystąpił na nim w spotkaniu z Zambią (0:4), a Sierra Leone ponownie odpadło z turnieju po fazie grupowej.